# Gnathophis longicauda
Gnathophis longicauda és una espècie de peix pertanyent a la família dels còngrids.

## Hàbitat
És un peix marí, demersal i de clima temperat que viu entre 2-99 m de fondària a la plataforma i el talús continentals.

## Distribució geogràfica
És un endemisme d'Austràlia.

## Observacions
És inofensiu per als humans.